# غابرييل سنكلير
غابرييل سنكلير (بالإنجليزية: Gabrielle Sinclair)‏ هي لاعبة كرة الشبكة أسترالية، ولدت في 12 يوليو 1993.